# バクセラ
バクセラ（学名：Backusella）は、接合菌門接合菌綱ケカビ目に属するカビの1群である。C. W. Hesseltine らによって記載された B. circina を基に1969年にたてられた。
外見的には非常にケカビによく似たカビで、よく伸びる胞子嚢柄の先端に大型の胞子嚢を付け、胞子嚢壁はとろけるようにして胞子を放出する。これは大型になるケカビと共通の特徴であるが、そのような胞子嚢柄の側面から少数の小胞子嚢や分生子を形成することで区別された。そのような特徴からケカビ属に近いものと見なされ、あるいはエダケカビ科に置かれる扱いがなされた。しかし近年の分子系統の情報から本属が独自の科をなす、との判断がなされ、同時にケカビ属に含まれていた複数種が本属に含まれることも判明した。共通する特徴は胞子嚢柄が伸び出す初期に、その先端が多少ながらゼンマイ巻きになることである。

## 特徴
形態については B. circina  に基づいて説明する。

### 栄養体
通常の培地でよく成長し、よく発達した菌糸体を形成する。菌糸には隔壁がなく、多核体である。腐生菌であり、通常の培地でよく成長し、成長速度も速い。合成ムコール培地に26℃で培養した場合、コロニーの直径が8.5cmに達するのに3日しかかからない。コロニーは初めは白く、時間が経つと灰緑色に近くなる。明瞭な気中菌糸は出さないが、胞子嚢柄がよく伸びて枝分かれして、密な菌糸の集まりになり、シャーレの蓋まで届く。

### 無性生殖
無性生殖は大型の胞子嚢、あるいは小胞子嚢内の胞子嚢胞子、あるいは単胞子の小胞子嚢の胞子嚢胞子による。
一次的には細長い胞子嚢柄の先端に球形の大きい胞子嚢をつける。胞子嚢柄は当初は直立して分枝しないが、後に仮軸状に枝を出し、また側面に小胞子嚢などを生じる。大きい胞子嚢を付ける胞子嚢柄は最初は先端がやや巻蔓状になっているが、次第に真っすぐに伸びる。当初は枝を出さないが、次第に仮軸状に分枝を出し、それぞれの先端に胞子嚢をつける。

#### 大型の胞子嚢
一次的に生じる大型の胞子嚢は球形から亜球形で、径35-110μm、灰色を呈し、表面の膜は透明で細かな針状の突起で覆われる。この膜は表面は細かい突起が並び、胞子嚢壁が崩れることで胞子を放出する。柱軸は亜球形から楕円形で11-35μm×11-30μm、アポフィシスはなく、基部には襟がある。胞子嚢胞子は亜球形から卵形で7.2-10×6.4-9.2μm、無色から淡い黄色をしている

#### 小胞子嚢
小胞子嚢には少数の胞子を含むものと単胞子のものがあり、その外見はかなり異なる。
少数の胞子を含む小胞子嚢は柄独自に柄を持ち、その上に作られる。この柄はわずかに曲がっているものもあるが、強く巻き込むように曲がっているものもある。長さは50μmまでで、先端に向けて細まっており、基部で径4μm、先端で2.5μm。単一の場合もあるが、仮軸状に分枝を出して1個か2個、時に3個の小胞子嚢を連続して生じる。小胞子嚢は球形から亜球形で径10-50μm、表面の膜は透明で針状突起が一面にある。柱軸は幅広い倒卵形で径18μm。胞子嚢胞子は大きい胞子嚢のものとほぼ同じで、小胞子嚢1つあたり2-14個含まれている。
単胞子の小胞子嚢は球形から亜球形で径6-16μm、褐色をしており、その表面には針状突起が一面にあり、針状突起の長さは2μmもある。胞子が入っている間は柱軸は押し潰されたようになっており、径5.5μm。

### 有性生殖
有性生殖は接合胞子嚢の形成による。ただし、自家不和合性なので、好適な株同士が接触したときにしか形成されない。接合胞子嚢は球形から亜球形で径は表面の突起を含めて40-70μm。色は褐色を帯びた黒で、光を透過させず、表面は多少とも円錐形をした突起に覆われており、この突起の高さは7μmほど。支持柄は長さ5-40μm、幅15-30μm、双方同大か大きさに差があり、透明から淡い褐色で表面は滑らかか凹凸がある。

## 分類の経緯
Ellis& Hesseltine(1969)は B. circina を記載した際、それがあまりにケカビに似ていること、特に当時はケカビ属 Mucor に所属させていた B. lamprospora （当時は Mucor lamprosporus）に非常によく似ているため、これをケカビ科 Mucoraceae に属すべきものと考えた。また、彼らはエダケカビ科 Thamnidiaceae との関係を考えるためにこの種と数種のエダケカビ科の種との間で交配を試み、不完全ながら接合胞子嚢の形成を観察し、この菌がケカビ科とエダケカビ科の間を橋渡しする存在である証拠と見なした。
しかし、大胞子嚢と共に小胞子嚢を持つことから、その後この属をエダケカビ科、あるいはコウガイケカビ科とする研究者が多かった。1971年にはPidoplichkko & Milko が本属をエダケカビ科に移すと同時にエダケカビ属 Thamnidium から T. ctenidium を本属に移した。さらにBenny & Benjamin(1975)は本属をやはりエダケカビ科に所属すると認めた上で、M. lamprosporus を本属に移した。つまりここで認められた本属の種は以下の3種である。
- B. circina
- B. lamprospora
- B. ctenidia

ただし、分子系統の情報が集められるようになると、このような形態に基づく分類体系が真の系統関係を反映していないことが明らかとなった。ケカビ科もエダケカビ科もばらばらになり、同属としていた種が系統樹の遠い位置に離れ離れになった例すらあり、本属もそれに当たる。Walther et al.(2013)によるとこの時点での本属は多系統であるとの結果が出た。具体的にはB. circina と B. lamprospolus 同一のクレードに属するのだが、同じクレードには複数種のケカビ属のものが入る。これに対して B. ctenidia はこれら2種から大きく離れ、やはり複数のケカビ属のものを含むクレードの中に収まった。そしてこの2つのクレードの間にはコウガイケカビ科やガマノホカビ科など、かなりよくまとまった群が割り入っており、両者の距離は多分に遠い。
さらに詳しく見ると、B. circina と B. lamprospolus の含まれる群のケカビ属のものは Mucor recurvus group と呼ばれるもので、胞子嚢柄が初期に軽くゼンマイ巻き状に曲がり、成熟時には直立になる、という特徴があり、これは本属の2種とも共通するものとなっている。B. ctenidia はこの特徴を持たない。元々バクセラ属とケカビ属には小胞子嚢を作るかどうかという点しか違いがなく、またここに含まれているケカビ属の M. recurvus var. indicus と M. tuberculisporus に関しては頻度が低いが小胞子嚢を作る例があることが知られており、これらをまとめて本属のものとすることが提案された。その一方でB. ctenidia はこの群に属さないものとしてケカビ属に移されることが提起されている。
さらにHoffmann et al.(2013)ではこの属単独でバクセラ科 Backusellaceae とするべきとしている。この科ともっとも近縁なのはミズタマカビ Plobolus など糞生菌として特化した群であるミズタマカビ科ということになっている。

### 下位分類
Benny & Benjamin(1975)はこの属に以下の3種を挙げている。
B. circina Ellis & Hesseltine 1969
バクセラ属のタイプ種。特徴は上記の通り。なお、無効名ながら長西と平原が Mucor psedolampurosporus を記載しているが、これもどうやらこの種であるらしい。
B. lamprospora (Lendner)
B. lamprosporaは、1908年にレンドナーによって、当初はケカビ属の1種 Mucor lamprosporus として記載された。小胞子嚢をつける点はケカビ属の特徴に合わないが、その姿があまりにケカビ的であることと、小胞子嚢柄がそれほどと特化しないための判断と思われる。実際、他のケカビ属の種でも普通の胞子嚢の横枝にとても小さな胞子嚢をつけるものはかなり多く、それらの1つと考えればさほど矛盾は感じられない。小数胞子の小胞子嚢だけをつけ、単胞子の小胞子嚢をつけないこと以外は B. circina にとてもよく似ており、Hesseltineらは B. circina を記載する際にこの種のことにも言及している。その後も何度かこの2種が同種なのではないかという議論があった。エダケカビ科の見直しをした一連の研究の中で、Benny & Benjamin(1975)がケカビ属からここに移した。細部では胞子の大きさや形なども少しずつ異なる。
B. ctenidia (Durrell & Fleming)
B. ctenidia は1966年にDurrellとflemingによって、当初はエダケカビ属の種として記載され、後にPidoplichkoらによってここに移された。胞子嚢柄の側面から、短い柄の先に単独の小胞子嚢をつけた枝を多数出す。上記2種のように小胞子嚢柄が巻くことはない。ただしこの種は上記のように現在では別系統と判断され、ケカビ属に移されている（Mucor ctenidius）。
さらに上記のようにWalther et al.(2013)でケカビ属から移された種が以下のものである。
- B. grandis (= Mucor grandis)
- B. indica (= M. recurvus var. indicus)
- B. oblonielliptica (= M. oblongiellipticus)
- B. oblongispora (= M. oblongisporus)
- B. recurva (= M. recurvus)
- B. tuberculispora (= M. tubercurosus)
- B. variabilis (= M. variabilis)

## 生育条件
B. circina と B. lamprospora は土壌にからよく発見される。B. circina は北アメリカ、インド、日本から報告があり、世界の熱帯から暖帯に広く分布するもののようである。日本では本州南部以南の森林土壌や地上の植物遺体などで比較的普通に見られる。B. lamprospora はヨーロッパ、北アメリカ、中国、日本、それに南アメリカとより広い地域に分布することが知られ、日本では沖縄等で森林土壌に普通である。ちなみに現時点で別属とされた B. ctenidia は糞生菌として出現するもので、その点でこの両者とは性格を異にするものであった。